# Tân Lược
Tân Lược là một xã thuộc tỉnh Vĩnh Long, Việt Nam.

## Địa lý
Xã Tân Lược có vị trí địa lý:
- Phía đông giáp xã Mỹ Thuận.
- Phía tây giáp xã Phong Hòa (tỉnh Đồng Tháp).
- Phía nam giáp xã Tân Quới và sông Hậu.
- Phía bắc giáp xã Tân Phú Trung (tỉnh Đồng Tháp).

Xã Tân Lược có diện tích 56,39 km², dân số năm 2025 là 38.844 người, mật độ dân số đạt 688 người/km².
Xã được nối với xã Tân An Thạnh qua cầu Cái Dầu và với xã Tân Bình qua cầu Rạch Súc.

## Hành chính
Xã Tân Lược được chia thành 7 ấp: Tân Định, Tân Khánh, Tân Lộc, Tân Long, Tân Minh, Tân Tiến, Tân Vĩnh.

## Lịch sử
Ngày 6 tháng 12 năm 2019, Hội đồng Nhân dân tỉnh Vĩnh Long ban hành Nghị quyết 228/NQ-HĐND về việc sáp nhập toàn bộ ấp Tân Hương vào ấp Tân Long.
Ngày 16 tháng 6 năm 2025, Ủy ban Thường vụ Quốc hội ban hành Nghị quyết số 1687/NQ-UBTVQH15 về việc sắp xếp các đơn vị hành chính cấp xã của tỉnh Vĩnh Long năm 2025. Theo đó, sắp xếp toàn bộ diện tích tự nhiên, quy mô dân số của các xã Tân An Thạnh, Tân Lược và Tân Thành thành xã mới có tên gọi là xã Tân Lược.
Sau khi sáp nhập, xã Tân Lược có 56,39 km² diện tích tự nhiên và dân số 38.844 người.